# Parafia bł. Jakuba Strzemię i św. Hipolita w Haliczu
Parafia bł. Jakuba Strzemię i św. Hipolita w Haliczu – rzymskokatolicka parafia znajdująca się w Haliczu, w archidiecezji lwowskiej, w dekanacie Halicz, na Ukrainie.

## Historia
Parafia erygowana w 1350. W latach 1367–1412 istniała archidiecezja halicka. Kościół zbudowano w 1785 i  nosił tytuł Wniebowzięcia Najświętszej Maryi Panny. Po II wojnie światowej świątynia została zamknięta. Świątynia nie została zwrócona wiernym, nadal służy jako sala domu kultury. W 1997 roku konsekrowano nowo wybudowany kościół p. w. bł. Jakuba Strzemię i św. Hipolita. Od 2019 roku Sanktuarium bł. Jakuba Strzemię oraz Świętych i Błogosławionych metropolii halickiej i lwowskiej.